# Microhierax erythrogenys
Falconete-filipino ou falconete-bicolor (Microhierax erythrogenys) é uma espécie de ave de rapina da família Falconidae.
É endémica das Filipinas.
Os seus habitats naturais são: florestas subtropicais ou tropicais húmidas de baixa altitude.